# الحزب الديمقراطي المالديفي
يعد الحزب الديمقراطي المالديفي أول وأكبر حزب سياسي في جمهورية المالديف. وهو حزب هدفه المعلن هو تعزيز حقوق الإنسان والديمقراطية في جزر المالديف. هذا الحزب فاز في أول انتخابات متعددة الأحزاب في جزر المالديف مع دعم من جميع الأحزاب السياسية الأخرى في انتخابات عام 2008 ضد الرئيس السابق مأمون عبد القيوم. الحزب الديمقراطي المالديفي فشل في أول جولتين من انتخابات عام 2008 الرئاسية ودعا إلى تشكيل تحالف من أجل التغيير ضد الرئيس. جميع الأحزاب السياسية انضمت إلى تحالف الوحدة الوطنية وفازت في الانتخابات. الحزب الديمقراطي المالديفي لديه أكبر عدد من الأعضاء من بين جميع الأحزاب السياسية في جزر المالديف.
لم تكن هناك أحزاب سياسية في جزر المالديف منذ عام 1952. وفي البداية قدم الحزب تسجيله في 24 فبراير / شباط 2001.
في 2 حزيران / يونيه 2005، صوت أعضاء مجلس الشعب بالإجماع على الاعتراف بالأحزاب السياسية بشكل قانوني. بعدها قدم الحزب تسجيله في 26 حزيران / يونيه 2005 ليصبح أول حزب سياسي مسجل في الجمهورية الثانية لجزر المالديف.

## وصلات خارجية
- الموقع الرسمي MDP
- محمد نشيد الحملة الرئاسية الموقع
- المعلومات السياسية التي تم جمعها من قبل حكومة الولايات المتحدة حول جزر المالديف